# Villa Köhler

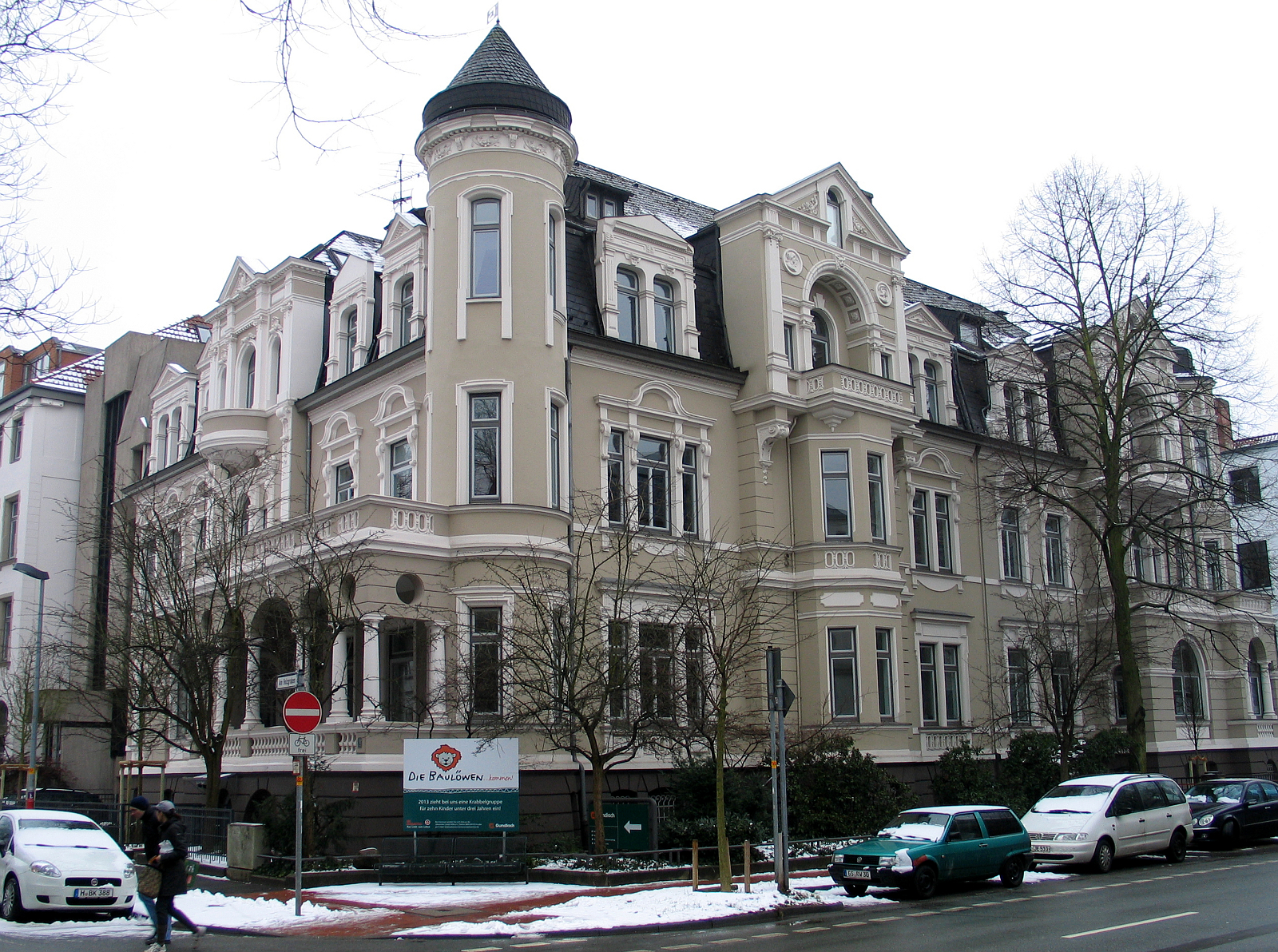
Villa Köhler, erbaut von Heinrich Köhler, bewohnt von Paul von Hindenburg

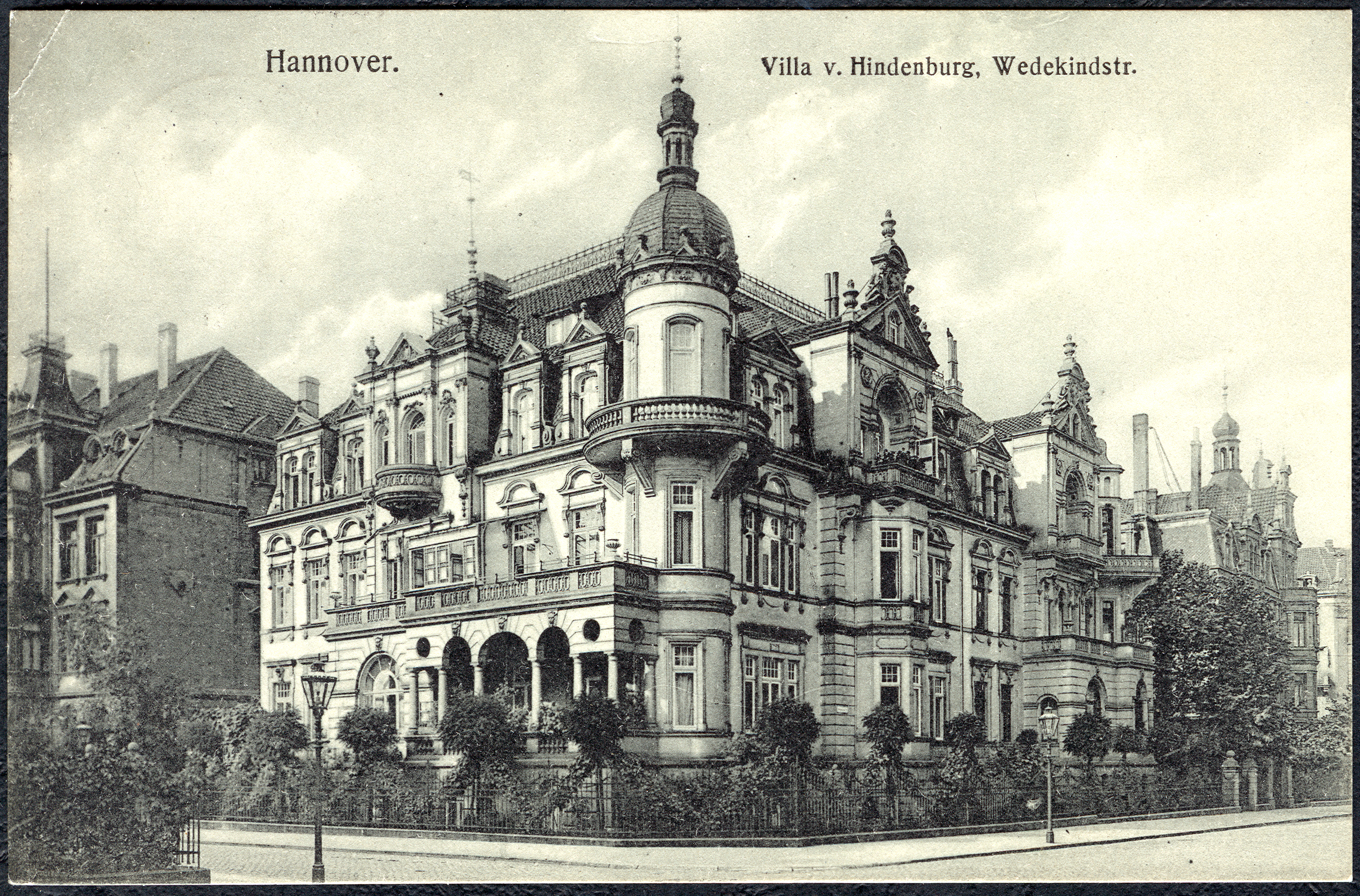
Die „Villa v. Hindenburg, Wedekindstr.“; Ansichtskarte eines anonymen Fotografen, um 1911

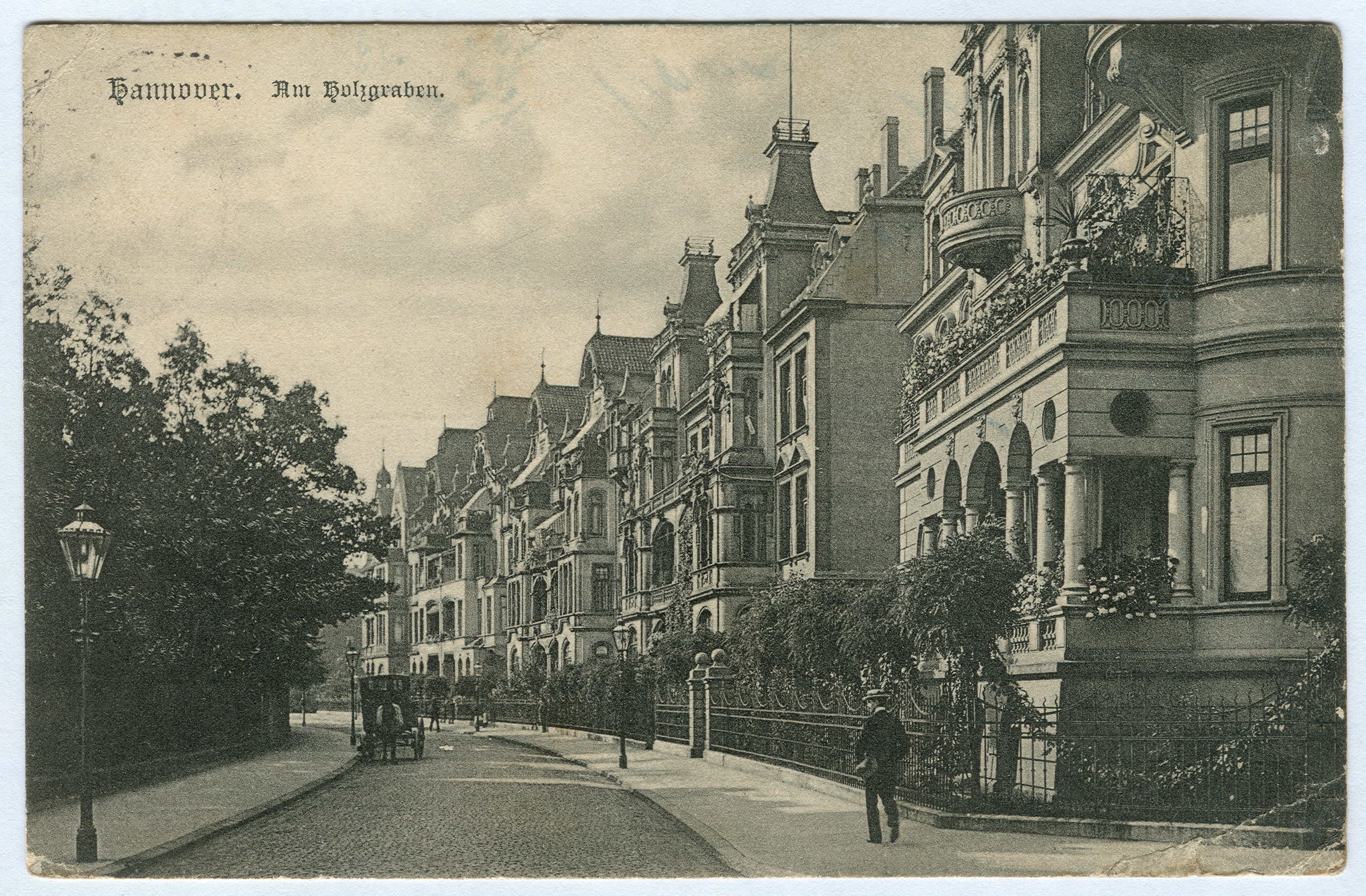
Damalige Neubauten Am Holzgraben, vorne rechts die Villa Köhler; Ansichtskarte Nummer 1019 von Karl F. Wunder, um 1900

Die Villa Köhler in Hannover ist eine denkmalgeschützte Villa im Stil der Neorenaissance. Sie war unter anderem der erste Wohnsitz des Generalfeldmarschalls und späteren Reichspräsidenten Paul von Hindenburg in Hannover und wurde zeitweilig, ebenso wie sein späterer hannoverscher Wohnsitz, Villa Hindenburg genannt. Heute wird das Gebäude unter der Adresse Am Holzgraben 1 und Wedekindstraße 14 und 15 im Stadtteil Oststadt von dem Bau- und Wohnungsunternehmen Gundlach genutzt.

## Geschichte

### Die Entstehung der Straßen Am Holzgraben und Wedekindstraße
Ein alter Weg vom Neuen Haus zum Lister Turm entlang des historischen Holzgrabens, der hier den ehemaligen Rand der Eilenriede bildete, wurde schon 1845 offiziell Am Holzgraben benannt. Über eine zuvor noch von Gartenkosaken bewirtschaftete Feldlandschaft legte die Ende des 19. Jahrhunderts sich rasch ausbreitende Stadt Hannover 1894 nun die Wedekindstraße an. Die Benennung erfolgte „angeblich nach der hannoverschen Bürgerfamilie Wedekind,“ zu der etwa ein Pastor Wedekind (1784–1840) der Neustädter Kirche gehörte. Laut den Hannoverschen Geschichtsblättern von 1914 ist jedoch die Namensgebung nach dem Gartenmann Johann Heinrich Wedekind (* um 21. Februar 1792 in Straußfurth; † 11. Oktober 1867 in Hannover) wahrscheinlicher. Zur Begründung wurde angeführt, dass die Straße „über das frühere Grundstück Am Holzgraben 2“ lief, „das von einem Gartenmann Wedekind in den [ ...1850er Jahren ...] gepachtet war“. Das Haus auf diesem Grundstück habe auch nach dem Tode dieses Mannes „im Volksmund noch Wedekinds Haus“ geheißen. Auf Nachfragen bei Stadtführungen schloss der Historiker Detlef H.O. Kopmann nach eigenen Forschung in den Adressbüchern Hannovers eine Namensgebung nach dem hannoverschen Satiriker Frank Wedekind definitiv aus.

### Die Villa Köhler
Etwa zeitgleich mit der Anlage der Wedekindstraße durch die Stadt Hannover errichtete sich der Architekt und Professor für Baukunst an der späteren Technischen Universität Hannover, Heinrich Köhler, seinerzeit berühmt geworden durch seine Villenreihe am Schiffgraben (ehemalige Hausnummern 13 – 27, heute: 55 – 61), um 1893 seinen eigenen großbürgerlichen Wohnsitz an der Ecke Am Holzgraben. Dort wohnte er knapp zehn Jahre bis zu seinem Tod. Die Erben vermieteten das Gebäude in der Folgezeit. Am 27. Juli 1898 hatte der in der Gneisenaustraße 2 wohnende Kaufmann Gustav Beicke das Gebäude erworben und im Anschluss beispielsweise die Bel Etage an den Landesdirektor Karl Hugo Müller vermietet.
1911 mietete der Generalfeldmarschall Paul von Beneckendorff und von Hindenburg das Hochparterre der Villa. In diesen späten Jahren des Deutschen Kaiserreichs gehörte es beinahe zur Pflichtübung für das beispielsweise am nahegelegenen Welfenplatz stationierte Militär wie das Hannoversche Feld-Artillerieregiment No. 10 „Scharnhorst“ und das Erste Hannoversche Infanterieregiment No. 74 „Prinz Albrecht“, beim Ausrücken zu Übungszwecken an Hindenburgs Wohnung vorbei mit Pauken und Trompeten „in klingendem Zuge“ zu defilieren.

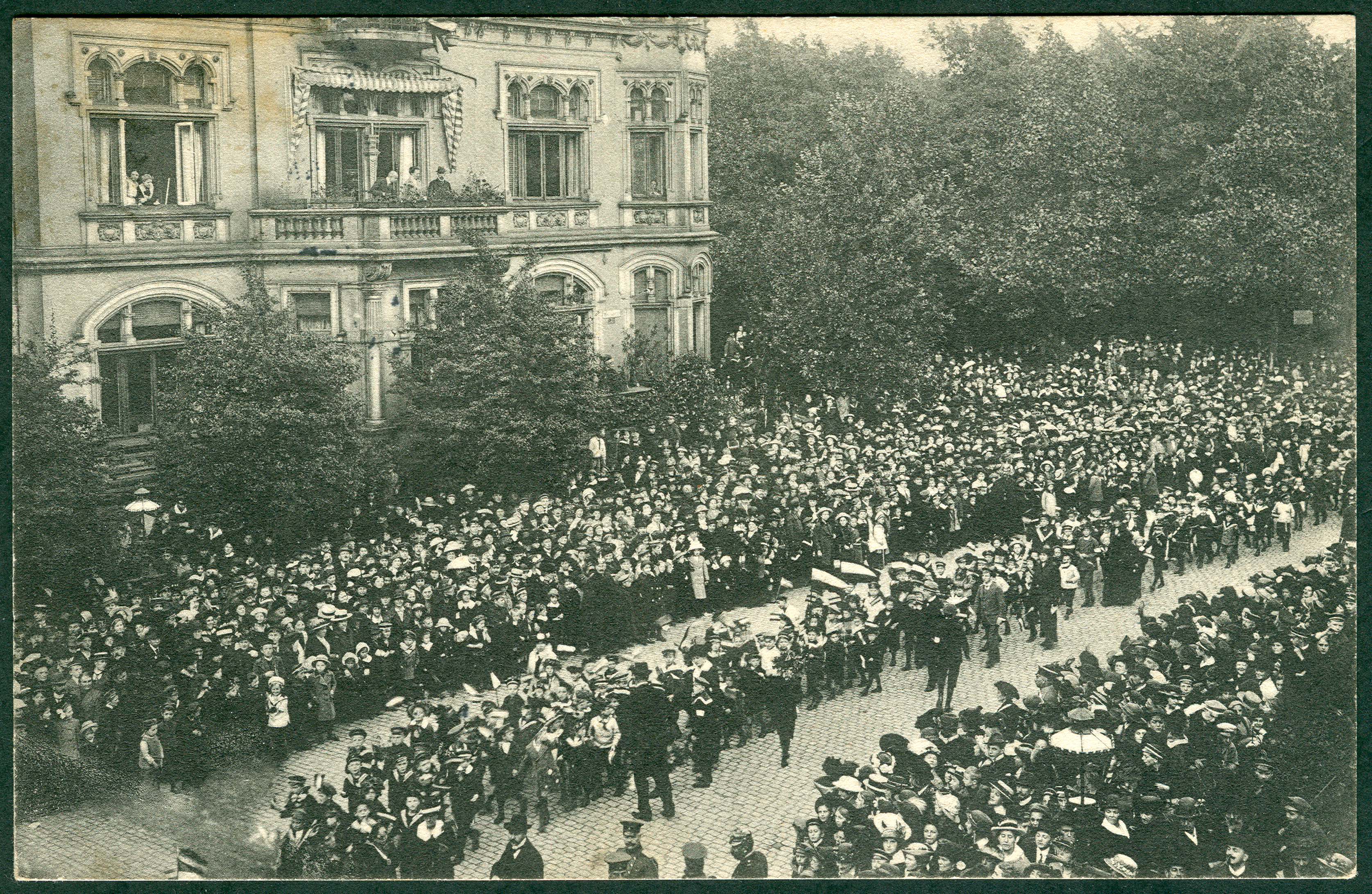
Im Ersten Weltkrieg ließen Lehrer ihre Schulkinder vor Hindenburg und seinem Wohnsitz paradieren;
Postkarte von 1915, anonymer Fotograf

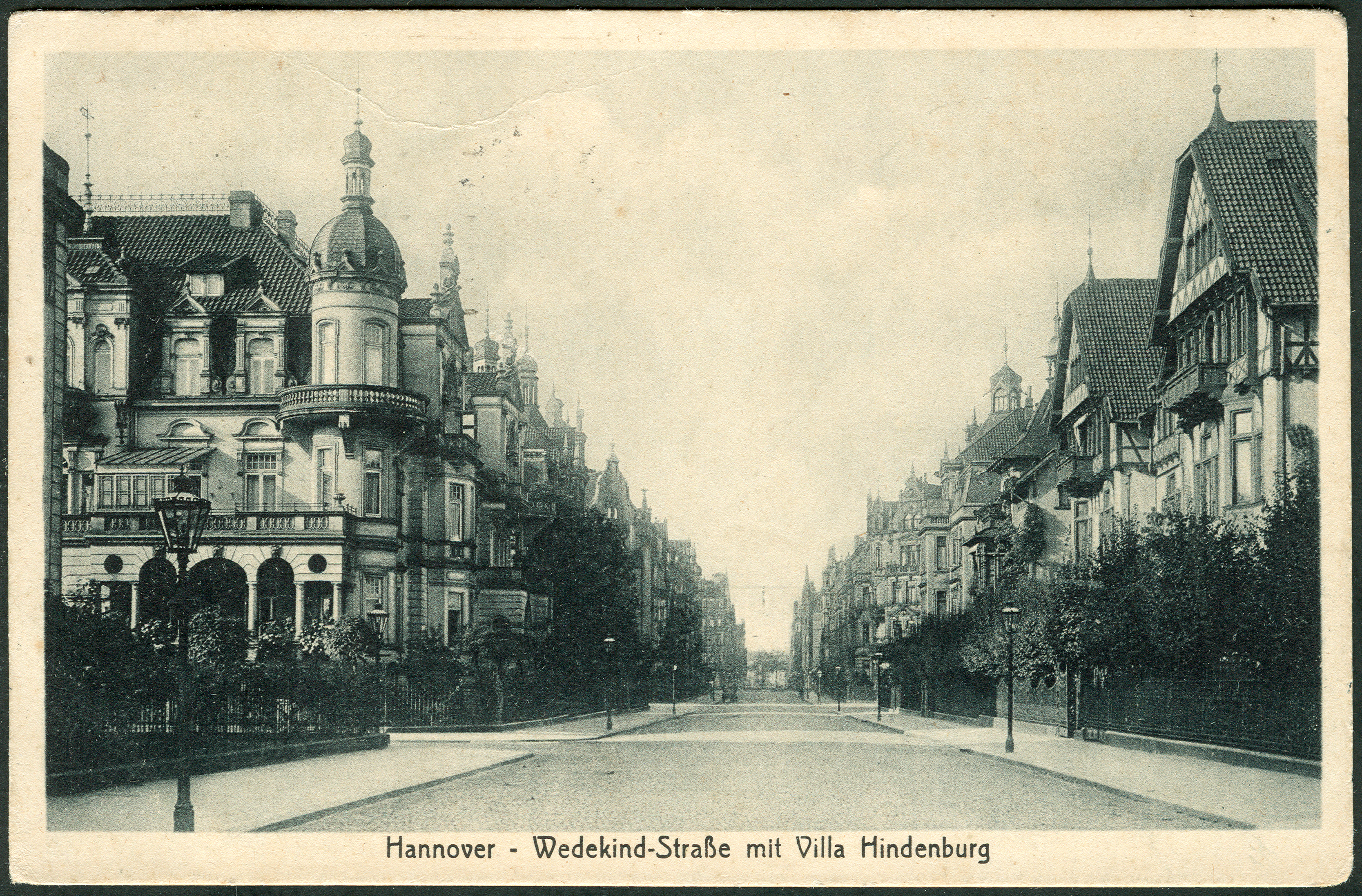
Blick vorbei an der Villa durch die Wedekindstraße;
Ansichtskarte Nr. 54961 von Zedler & Vogel

Auch nachdem Hindenburg beim Ausbruch des Ersten Weltkrieges 1914 zu Kriegszwecken wieder „zur Fahne gerufen“ wurde, nahm der Generalfeldmarschall zu seinem Geburtstag die Huldigungen der nicht ins Feld gezogenen hannoverschen Bevölkerung ab. So titelte die Rückseite einer Ansichtskarte der Freiwilligen Kriegshilfe Hannover 1915 etwa:

„... 4000 Schulkinder aus Hannover und Linden, fleißige Sammler von Küchenabfällen, bringen dem Generalfeldmarschall Paul von Hindenburg ihre Glückwünsche zum 68. Geburtstage dar und schmücken das Haus mit selbstgebundenen Kränzen aus Feldblumen.“

Über den gemieteten Räumlichkeiten Hindenburgs wohnten damals ein Präsident des Konsistoriums sowie ein Landgerichtsdirektor. Weiterer Nachbar Hindenburgs war seinerzeit im Nebenhaus etwa der „Bankier Samuel Oppenheimer, der in der Prinzenstraße eines der damals bedeutendsten Bankgeschäfte Hannovers besaß.“ Gegenüber dieser Oppenheimer Villa wohnten etwa Oberst Graf von Lambsdorff und ein Generaloberst von Bülow. In den Gebäuden des reich gewordenen Architekten Friedrich Heine, dessen Eltern hier zuvor noch einfache Gartenkosaken mit Grundbesitz gewesen waren, residierte im Parterre nun die ehemalige hannöversche Hofdame Prinzessin Friederike Wilhelmine zur Lippe. In der Etage über ihr hatte sich ein Major Freiherr von Wangenheim eingemietet.
1926 erwarb Johann Gundlach den Gebäudeteil Wedekindstr. 14 und nutzte ihn als Wohn- und Geschäftssitz der von seinem Vater Friedrich Gundlach 1890 gegründeten Baufirma. 1976 erwarb die inzwischen um das Wohnungsunternehmen Friedrich Otto erweiterte Firma auch das Eckhaus zum Holzgraben und vergrößerte sich noch um ein anschließendes Nachbargebäude am Holzgraben. Von 1986 bis 2019 vermietete das Bau- und Wohnungsunternehmen Gundlach die Wedekindstr. 14 an den Bildungsverein für seine Erwachsenenbildung, um sie danach wieder selbst zu nutzen.